# .vn

.vn는 베트남의 인터넷 국가 코드 최상위 도메인이다. 2003년에, DotVN사가 등록 운영사 VNNIC와 합의함으로써 .vn 최상위 도메인이 해외에서도 매매되고 있다.